# Nagy-Britannia az 1956. évi téli olimpiai játékokon
Nagy-Britannia az olaszországi Cortina d’Ampezzóban megrendezett 1956. évi téli olimpiai játékok egyik részt vevő nemzete volt. Az országot az olimpián 5 sportágban 41 sportoló képviselte, akik érmet nem szereztek.

## Alpesisí
Férfi
| Versenyző               | Versenyszám      | 1. futam | 1. futam | 2. futam | 2. futam | Összesítés | Összesítés |
| Versenyző               | Versenyszám      | Idő      | Hely.    | Idő      | Hely.    | Idő        | Helyezés   |
| ----------------------- | ---------------- | -------- | -------- | -------- | -------- | ---------- | ---------- |
| Robin Brock-Hollinshead | Lesiklás         |          |          |          |          | kizárták   | kizárták   |
| Nigel Gardner           | Lesiklás         |          |          |          |          | 4:00,7     | 34.        |
| Nigel Gardner           | Óriás-műlesiklás |          |          |          |          | 3:51,8     | 58.        |
| Noel Harrison           | Műlesiklás       | 2:14,7   | 50.      | 2:36,0   | 45.*     | 4:50,7     | 47.        |
| Noel Harrison           | Óriás-műlesiklás |          |          |          |          | 4:00,1     | 64.        |
| Robin Hooper            | Óriás-műlesiklás |          |          |          |          | 4:02,2     | 66.        |
| Charlach Mackintosh     | Lesiklás         |          |          |          |          | 3:41,4     | 30.        |
| Douglas Mackintosh      | Lesiklás         |          |          |          |          | kizárták   | kizárták   |
| Peter Seilern           | Műlesiklás       | 2:08,0   | 48.      | 2:46,7   | 53.      | 4:54,7     | 48.        |
| Peter Torrens           | Műlesiklás       | kizárták | kizárták | kiesett  | kiesett  | kiesett    | kiesett    |
| Sandy Whitelaw          | Műlesiklás       | kizárták | kizárták | kiesett  | kiesett  | kiesett    | kiesett    |
| Sandy Whitelaw          | Óriás-műlesiklás |          |          |          |          | 3:49,4     | 56.*       |

Női
| Versenyző             | Versenyszám      | 1. futam | 1. futam | 2. futam   | 2. futam   | Összesítés | Összesítés |
| Versenyző             | Versenyszám      | Idő      | Hely.    | Idő        | Hely.      | Idő        | Helyezés   |
| --------------------- | ---------------- | -------- | -------- | ---------- | ---------- | ---------- | ---------- |
| Renate Holmes         | Lesiklás         |          |          |            |            | 2:05,0     | 41.        |
| Renate Holmes         | Műlesiklás       | 1:15,0   | 31.      | 1:40,9     | 35.        | 2:55,9     | 34.        |
| Renate Holmes         | Óriás-műlesiklás |          |          |            |            | 2:19,0     | 38.        |
| Zandra Nowell         | Lesiklás         |          |          |            |            | 1:59,0     | 35.        |
| Zandra Nowell         | Műlesiklás       | 57,5     | 5.       | 1:28,3     | 33.        | 2:25,8     | 25.*       |
| Adeline Pryor         | Műlesiklás       | 1:35,2   | 37.      | nem indult | nem indult | kiesett    | kiesett    |
| Adeline Pryor         | Óriás-műlesiklás |          |          |            |            | 2:03,1     | 21.        |
| Jeanne Sandford       | Lesiklás         |          |          |            |            | 2:15,1     | 43.        |
| Jeanne Sandford       | Óriás-műlesiklás |          |          |            |            | kizárták   | kizárták   |
| Jocelyn Wardrop-Moore | Műlesiklás       | 1:54,4   | 39.      | 1:26,0     | 32.        | 3:20,4     | 35.        |
| Jocelyn Wardrop-Moore | Óriás-műlesiklás |          |          |            |            | 2:39,8     | 42.        |

* - egy másik versenyzővel azonos eredményt ért el

## Bob
| Versenyző                                                    | Versenyszám | 1. futam | 1. futam | 2. futam | 2. futam | 3. futam | 3. futam | 4. futam | 4. futam | Összesítés | Összesítés |
| Versenyző                                                    | Versenyszám | Idő      | Hely.    | Idő      | Hely.    | Idő      | Hely.    | Idő      | Hely.    | Idő        | Helyezés   |
| ------------------------------------------------------------ | ----------- | -------- | -------- | -------- | -------- | -------- | -------- | -------- | -------- | ---------- | ---------- |
| Clifford Schellenberg John Rainforth                         | Kettes      | 1:24,52  | 3.       | 1:26,57  | 16.      | 1:25,88  | 11.      | 1:26,39  | 15.      | 5:43,36    | 11.        |
| Stuart Parkinson Christopher Williams                        | Kettes      | 1:25,63  | 10.      | 1:24,53  | 9.       | 1:26,73  | 16.*     | 1:25,94  | 11.      | 5:42,83    | 10.        |
| Keith Schellenberg Rollo Brandt Ralph Raffles John Rainforth | Négyes      | 1:21,39  | 19.      | 1:18,73  | 6.       | 1:20,42  | 10.      | 1:21,58  | 16.      | 5:22,12    | 12.        |
| Stuart Parkinson John Read Christopher Williams Rodney Mann  | Négyes      | 1:20,72  | 15.      | 1:19,92  | 11.      | 1:22,51  | 19.      | 1:20,58  | 12.      | 5:23,73    | 17.        |

* - egy másik csapattal azonos eredményt ért el

## Gyorskorcsolya
| Versenyző       | Versenyszám | Eredmény | Helyezés |
| --------------- | ----------- | -------- | -------- |
| Alex Connell    | 500 m       | 45,2     | 44.      |
| Alex Connell    | 1500 m      | 2:23,0   | 50.      |
| Alex Connell    | 5000 m      | 8:42,5   | 42.      |
| Johnny Cronshey | 500 m       | 42,9     | 21.      |
| Johnny Cronshey | 1500 m      | 2:15,0   | 19.      |
| Johnny Cronshey | 5000 m      | 8:10,1   | 15.      |
| Johnny Cronshey | 10 000 m    | 17:05,6  | 11.      |
| John Hearn      | 500 m       | 45,9     | 45.      |
| John Hearn      | 1500 m      | 2:17,5   | 33.      |
| John Hearn      | 5000 m      | 8:21,4   | 26.      |
| John Hearn      | 10 000 m    | 17:27,6  | 20.      |

## Műkorcsolya
| Versenyző                   | Versenyszám  | Kötelező elemek   | Kötelező elemek | Kűr               | Kűr   | Összesítés                     | Összesítés                     | Összesítés                     | Összesítés                     | Összesítés                     | Összesítés                     | Összesítés                     | Összesítés                     | Összesítés                     | Összesítés                     | Összesítés                     | Összesítés        | Összesítés  | Összesítés | Összesítés |
| Versenyző                   | Versenyszám  | Kötelező elemek   | Kötelező elemek | Kűr               | Kűr   | Helyezési pontszámok bírónként | Helyezési pontszámok bírónként | Helyezési pontszámok bírónként | Helyezési pontszámok bírónként | Helyezési pontszámok bírónként | Helyezési pontszámok bírónként | Helyezési pontszámok bírónként | Helyezési pontszámok bírónként | Helyezési pontszámok bírónként | Helyezési pontszámok bírónként | Helyezési pontszámok bírónként | Több. hely. száma | Hely. össz. | Pont       | Helyezés   |
| Versenyző                   | Versenyszám  | Több. hely. száma | Hely.           | Több. hely. száma | Hely. | 1                              | 2                              | 3                              | 4                              | 5                              | 6                              | 7                              | 8                              | 9                              | 10                             | 11                             | Több. hely. száma | Hely. össz. | Pont       | Helyezés   |
| --------------------------- | ------------ | ----------------- | --------------- | ----------------- | ----- | ------------------------------ | ------------------------------ | ------------------------------ | ------------------------------ | ------------------------------ | ------------------------------ | ------------------------------ | ------------------------------ | ------------------------------ | ------------------------------ | ------------------------------ | ----------------- | ----------- | ---------- | ---------- |
| Michael Booker              | Férfi egyéni | 6×6+              | 6.              | 5×6+              | 7.    | 5,0                            | 6,0                            | 8,0                            | 6,0                            | 5,5                            | 7,0                            | 4,0                            | 6,0                            | 6,0                            |                                |                                | 7×6+              | 53,5        | 1388,38    | 6.         |
| Yvonne Sugden               | Női egyéni   | 7×4+              | 4.              | 8×9+              | 9.    | 3,0                            | 5,0                            | 8,0                            | 4,0                            | 4,0                            | 7,0                            | 4,0                            | 4,0                            | 4,0                            | 5,0                            | 5,0                            | 6×4+              | 53,0        | 1722,83    | 4.         |
| Erica Batchelor             | Női egyéni   | 6×8+              | 9.              | 6×13+             | 12.   | 13,0                           | 10,0                           | 11,0                           | 11,0                           | 7,0                            | 12,0                           | 9,0                            | 11,0                           | 9,0                            | 11,0                           | 12,0                           | 8×11+             | 116,0       | 1646,40    | 11.        |
| Diane Peach                 | Női egyéni   | 9×14+             | 13.             | 6×14+             | 13.   | 11,0                           | 15,0                           | 14,0                           | 13,0                           | 12,0                           | 15,0                           | 12,0                           | 12,0                           | 14,0                           | 15,0                           | 18,0                           | 7×14+             | 151,0       | 1592,32    | 14.        |
| Joyce Coates Anthony Holles | Páros        |                   |                 |                   |       | 11,0                           | 10,0                           | 11,0                           | 10,0                           | 10,0                           | 8,0                            | 9,0                            | 9,0                            | 10,0                           |                                |                                | 7×10+             | 88,0        | 90,0       | 10.        |
| Patricia Krau Rodney Ward   | Páros        |                   |                 |                   |       | 6,0                            | 11,0                           | 10,0                           | 11,0                           | 11,0                           | 11,0                           | 11,0                           | 11,0                           | 11,0                           |                                |                                | 9×11+             | 93,0        | 88,8       | 11.        |

## Sífutás
Férfi
| Versenyző                                                | Versenyszám     | Eredmény | Helyezés |
| -------------------------------------------------------- | --------------- | -------- | -------- |
| Richard Aylmer                                           | 50 km           | 4:11:40  | 30.      |
| Thomas Cairney                                           | 30 km           | 2:13:41  | 51.      |
| Thomas Cairney                                           | 50 km           | 3:44:54  | 28.      |
| Aubrey Fielder                                           | 15 km           | 59:59    | 60.      |
| Maurice Gover                                            | 15 km           | 58:58    | 56.      |
| Toby Graham                                              | 50 km           | 3:48:17  | 29.      |
| John Moore                                               | 15 km           | 59:31    | 58.      |
| John Moore                                               | 30 km           | 2:08:58  | 47.      |
| Andrew Morgan                                            | 15 km           | 59:27    | 57.      |
| Andrew Morgan                                            | 30 km           | 2:03:55  | 45.*     |
| James Spencer                                            | 30 km           | 2:10:32  | 49.      |
| Andrew Morgan James Spencer Aubrey Fielder Maurice Gover | 4 × 10 km váltó | 2:38:44  | 14.      |

* - egy másik versenyzővel azonos eredményt ért el